# Akutaq
Akutaq (vyslovováno agúdak) je pokrm rozšířený zejména mezi Aljašskými Eskymáky složený z našlehaného tuku smíchaného s lesními plody a dalšími ingrediencemi, jako je maso, byliny nebo cukr. Slovo akutaq pochází z yupických jazyků a znamená „něco míchaného“. Jedná se o pokrm tradičně podávaný o slavnostních příležitostech.
Základem akutaqu je živočišný tuk, nejčastěji sobí či tulení, který se zahřeje a ručně vyšlehá do nadýchané konzistence. K docílení takovéto konzistence se do něj může přidat voda či sníh. Do směsi se přidají lesní plody, jako jsou brusinky, borůvky, morušky či šichy, a případně další ingredience, například rostlinné listy, kořínky či maso (nejčastěji rybí nebo sobí).
V současné době se obvykle do akutaqu přidává cukr a tradiční živočišný tuk často nahrazuje dostupnější rostlinný. 